# Olympische Winterspiele 1924/Teilnehmer (Tschechoslowakei)
Die Tschechoslowakei nahm an den Olympischen Winterspielen 1924 in Chamonix mit einer Delegation von 24 Athleten in 3 Sportarten teil. Das tschechoslowakische NOK hatte 26 Sportler zu den Spielen gemeldet, von denen 24 an Wettkämpfen teilnahmen. Insgesamt 4 Athleten waren bereits zum zweiten Mal bei Olympischen Spielen dabei:
- Valentin Loos (1920 Eishockey)
- Jan Palouš (1920 Eishockey)
- Josef „Boban“ Šroubek (1920 Eishockey)
- Otakar Vindyš (1920 Eishockey)

Bilanz: Mit jeweils 12 Athleten stellten die Skisportler und die Eishockeyspieler die größten Kontingente der tschechoslowakischen Mannschaft. Doch Größe steht nicht immer für Medaillen-Garantie. Bronze im Eishockey, wie 1920, war im Visier. Doch das Team verpasste knapp die Finalrunde und auch bei den Skisportlern erzielte Josef Adolf mit Platz 6 in der Nordischen Kombination das beste Ergebnis. Ansonsten lieferten sich die Tschechoslowaken mit Italien und der Schweiz einen heißen Dreikampf um die besten Plätze im Mittelfeld. Dabei hatten sie die Nase leicht vorn. Wenn auch nicht für eine Medaille, aber für eine Überraschung sorgte der Eiskunstläufer Josef Slíva, der zur Verwunderung von Journalisten Vierter wurde und dabei die favorisierten John Page aus Großbritannien, Pierre Brunet aus Frankreich und Nathaniel Niles aus den USA hinter sich ließ. Eine „Eintagsfliege“, denn später hörte man nie wieder etwas von ihm.

## Teilnehmer nach Sportarten

### Skisport(12)
- Josef Adolf
Nordische Kombination (Platz 6)
- Josef Bím
Nordische Kombination (Platz 13), Skispringen (Platz 26) auch Militärpatrouille
- Vinzenz Buchberger
Nordische Kombination (Platz 7)
- Anton Gottstein
18 km Langlauf (Platz 18), 50 km Langlauf (Platz 15)
- František Hák
18 km Langlauf (Platz 24)
- Štěpán Hevák
18 km Langlauf (Platz 17), 50 km Langlauf (Platz 12)
- Václav John
18 km Langlauf (Platz 23)
- Oldřich Kolář
50 km Langlauf (Platz 19)
- Karel Koldovský
Skispringen (Platz 20)
- Josef Německý
50 km Langlauf (Platz 17)
- Otakar Německý
Nordische Kombination (dnf)
- M. Prokopec
Skispringen (dns)
- Franz Wende
Skispringen (Platz 10)

### Militärpatrouille
30 km Militärpatrouille (Platz 4)
- Josef Bím auch Skisport
- Karel Buchta (Kapitän)
- Bohuslav Josífek
- Jan Mittlöhner

### Eiskunstlauf(1)
- Josef Slíva
Männer (Platz 4)

### Eishockey(11)
Eishockey-Team (Platz 5)
- Mila Fleischmann
- Jaroslav Jirkovský
- Jan Krásl
- Valentin Loos
- Josef Maleček
- Jan Palouš
- Jan Pušbauer
- Jaroslav Řezáč
- Josef „Boban“ Šroubek
- Jaroslav Stránský
- Otakar Vindyš

Reserve: L. Hofta